# Refraktor (Zeitschrift)
Der Refraktor war im Vormärz eine in Estland und Ostpreußen erscheinende Kulturzeitschrift der deutschsprachigen Gesellschaft im Baltikum und im Westteil Russlands.
Es definierte sich als Centralblatt Deutschen Lebens in Russland und bot „Unterhaltungen über Gegenstände aus dem Gebiete des Lebens, der Wissenschaft, Literatur und Kunst“ (zitiert aus 1. Weblink).
Redakteure und Herausgeber waren in den Jahren um 1836 Martin Asmuss, der Dichterjurist Carl Friedrich von der Borg und der ostpreußische Landrat Hermann Schmalz. Als Verleger fungierte der Buchhändler C.A. Kluge, gedruckt wurde die Monatsschrift (?) beim Universitäts-Buchdrucker J.C. Schünmann in Dorpat (Tartu).
Die Zeitschrift enthielt Belletristik, weltliche und Sachliteratur und verschiedene Publizistik. Literaturgeschichtlich war der Schwerpunkt das 18.–19. Jahrhundert (Russische Zeit) mit seiner Lyrik und Epik.